# Rosa Herlinda
Rosa Herlinda (* 2. Juli 1982) ist eine indonesische Leichtathletin, die sich auf den Hammerwurf spezialisiert hat.

## Sportliche Laufbahn
Erste internationale Erfahrungen sammelte Rosa Herlinda im Jahr 2005, als sie bei der Sommer-Universiade in Izmir mit einer Weite von 46,31 m in der Qualifikation ausschied. 2007 nahm sie erstmals an den Südostasienspielen in Nakhon Ratchasima teil und gewann dort mit 50,79 m die Silbermedaille hinter der Malaysierin Siti Shahida Abdullah. Auch zwei Jahre später gewann sie bei den Südostasienspielen in Vientiane mit neuem Landesrekord von 54,12 m die Silbermedaille, diesmal hinter der Malaysierin Tan Song Hwa. 2011 belegte sie bei den Asienmeisterschaften in Kōbe mit 51,52 m den siebten Platz und gewann anschließend bei den Südostasienspielen in Palembang mit 51,95 m die Silbermedaille hinter Tan Song Hwa.
In den Jahren 2005, von 2009 bis 2011 und 2017 wurde Herlinda indonesische Meisterin im Hammerwurf.